# Loventine
Loventine era un sitio web que funcionaba como red social de citas. El sitio era totalmente gratuito para comunicarse con otros usuarios y poseía una opción premium que no impedía el buscar pareja, y era exclusivo para personas mayores de 18 años. 
Tenía alcance global, aunque sus usuarios provenían principalmente de España e Hispanoamérica. Antes de ponerse a la venta el dominio .es y de darse de baja del alojamiento DNS sin explicaciones por parte de sus fundadores, recibía 257.561 visitas diariamente, según datos del Ranking Alexa Archivado el 20 de enero de 2019 en Wayback Machine.. Creada por un grupo de estudiantes argentinos como proyecto de fin de carrera, dejó de ser accesible en febrero de 2020. 
Esta web se especializaba en servir como mediadora entre personas solteras que deseaban conseguir amistad y pareja. Utilizaba un algoritmo que clasificaba y hacía coincidir perfiles de usuarios con intereses similares, convirtiéndose en una forma segura de conocer nuevas personas, hacer amigos y tener citas para relaciones sentimentales. 
La página funcionaba como una plataforma de contactos, la cual recogía datos de los usuarios por medio de un formulario en el que se registraban las características personales de cada individuo, gustos, preferencias sexuales, intereses, nivel educativo, entre otros datos, como se hace en otros sitios web. 
Con esta información, se consigue buscar aquellos perfiles que compartan intereses y facilitar la comunicación entre ellos por medio de mensajería directa. Es necesario completar el perfil con fotografías, para asegurar un mayor nivel de éxito. 

## Impacto en los medios de comunicación
Desde febrero de 2020 esta web no funciona. El dominio loventine.com está en venta pero no así el dominio .es, aunque nadie ha tomado el relevo. 
En 2014 el diario la voz del interior de Argentina, reseña la web como una de las alternativas preferidas por los argentinos al momento de buscar pareja en línea. 
Igualmente, en 2013 la web del Huffington Post en España, habló sobre los sitios web de contactos y mencionó a Loventine como un sitio web para ligar. 
El Mundo Online, realizó en 2015 un análisis de las aplicaciones y sitios web de citas en España, tomando el sistema de la web como referencia. 
Infobae, un importante blog de contenido de entretenimiento hizo top 5 de los mejores sitios de citas en línea, colocando a Loventine en el primer lugar.
La plataforma ha sido mencionada en otros portales importantes y diarios en América Latina y España, como: El Clarín, La Nación, La República, El Popular, Periodista Digital, El Día, Los Andes, El Mundo, ABC, Vanguardia y Yahoo, entre otros. Ha sido mencionado también en emisiones radiales como Radio Universidad en Argentina.

## Blog y redes sociales
El sitio web de citas Loventine, tiene una modesta presencia en las redes sociales más importantes del mundo: Facebook, Twitter e instagram. A raíz de la desconexión de la página, dichos perfiles en redes sociales dejaron de actualizarse. 